# Winston McAnuff
Winston McAnuff, auch bekannt als Electric Dread (* 1957 in Christiana, Jamaika), ist ein jamaikanischer Reggae- und Dub-Sänger und Komponist, der vor allem in Frankreich erfolgreich ist.

## Leben
McAnuff wurde 1957 als Sohn eines jamaikanischen Pastors geboren. Schon in früher Kindheit begann er mit kirchlichem Gesang. Nachdem sein Vater 1971 gestorben war, zog er mit seiner Schwester nach Kingston. Dort lernte er unter anderem Hugh Mundell, Earl Sixteen und Wayne Wade kennen. Ab 1975 nahm er zusammen mit Derrick Harriott mehrere Titel auf, die 1977 auf seinem ersten Album Pick Hits to Click erschienen. Ein zweites Album mit dem Namen What the Man "a" Deal Wid folgte 1978. Das dritte Studioalbum mit dem Titel Electric Dread erschien 1986.
Während der 1990er Jahre hatte seine Karriere einen Einbruch, McAnuff lernte aber 1999 das Team des französischen Labels Makasound kennen. Auf diesem Label wurden ab 2001 mehrere frühe Alben McAnuffs wiederveröffentlicht, so dass seine Musik einem neuen Publikum in Europa näher gebracht werden konnte. 2002 erschien die Compilation Diary of the Silent Years mit Aufnahmen aus den Jahren 1977 bis 2000 ebenfalls auf dem Label Makasound. Neuere Aufnahmen sind vor allem Kollaborationen, beispielsweise mit Camile Bazbaz (Album A Drop, 2005), The Bazbaz Orchestra (Album A Bang, 2011) und dem französischen Projekt Fixi (EP Garden Of Love, 2013; Album A New Day, 2013).

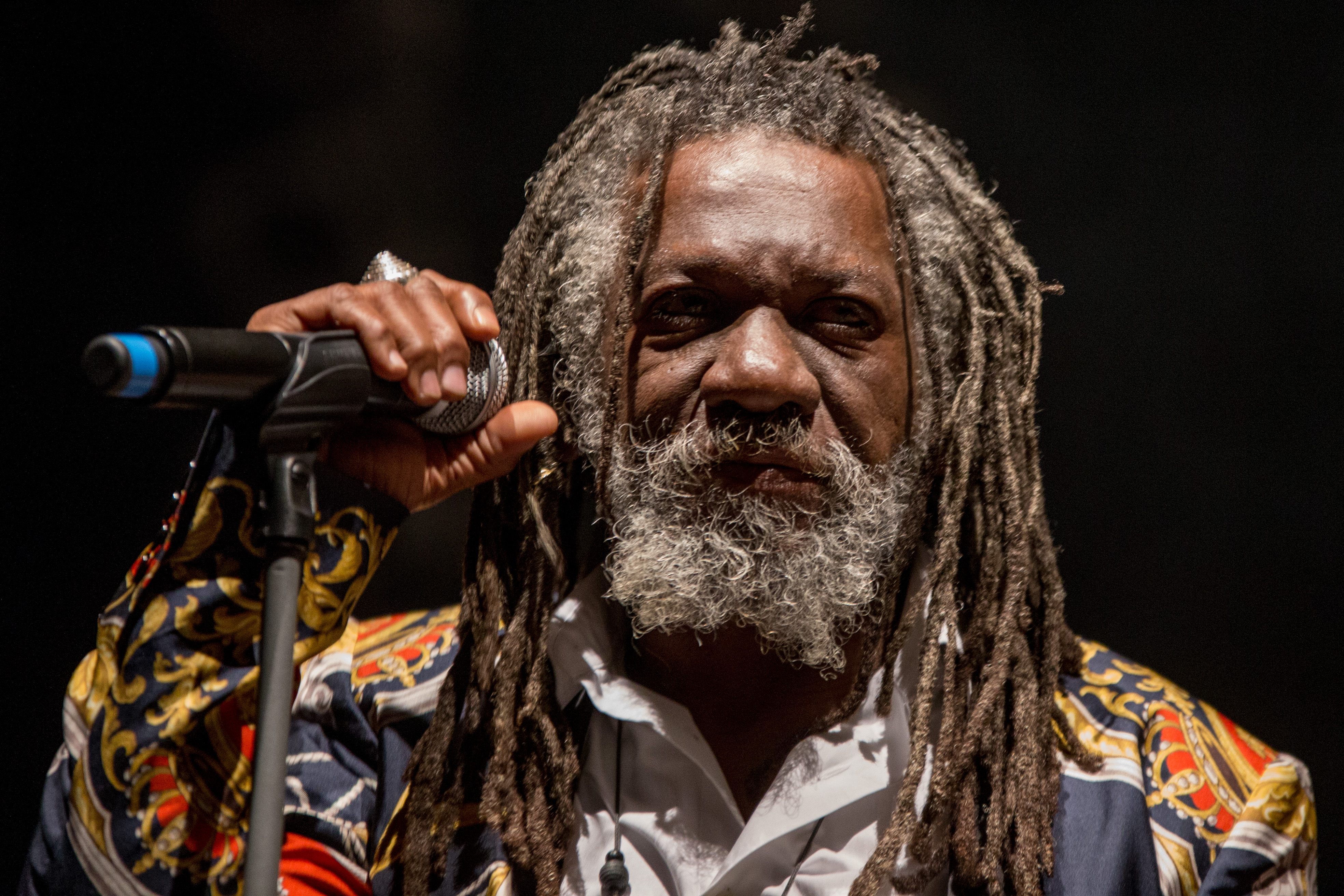
Winston McAnuff (2014)

## Diskografie
- Electric Dread – Pick Hits to Click (1977)
- What the Man "a" Deal Wid (1978)
- Electric Dread (1986)
- A Drop (Winston McAnuff & the Bazbaz Orchestra, 2005)
- Paris Rockin’ (2006)
- Nostradamus (2008)
- A Bang (Winston McAnuff & the Bazbaz Orchestra, 2011)
- A New Day (Winston McAnuff & Fixi, 2013)
- Big Brothers (Winston McAnuff & Fixi, 2018)